# Rhinocerotopsis nakasei
Rhinocerotopsis nakasei är en skalbaggsart som beskrevs av Maruyama 2009. Rhinocerotopsis nakasei ingår i släktet Rhinocerotopsis och familjen Aphodiidae. Inga underarter finns listade i Catalogue of Life.